# Conrad's premie

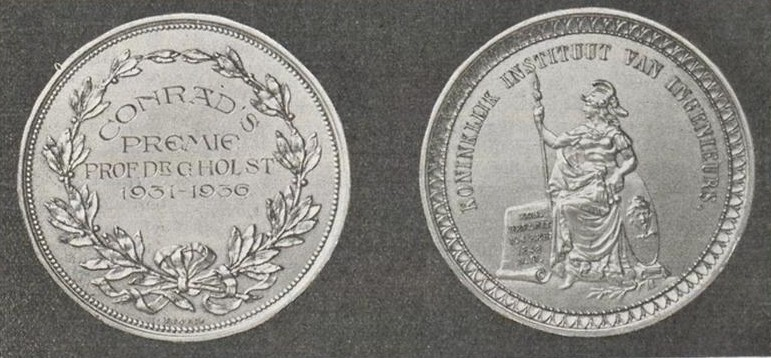
Medaille bij Conrad's Premie, 1936

Conrad's premie  (soms ten onrechte Conradmedaille genoemd) is een Nederlandse wetenschapsprijs die volgt uit een legaat van een van de oprichters van het Koninklijk Instituut van Ingenieurs (KIvI), ir. F.W. Conrad jr.

## Instelling
In zijn testament heeft Conrad onderstaande tekst nagelaten:
De ondergeteekende een bewijs willende nalaten van zijne voorliefde voor het Koninklijk Instituut van Ingenieurs, gevestigd te 's-Gravenhage, en zijn aandenken als Oprigter dier instelling in geheugen willende houden, heeft zijne nagelaten betrekkingen verzocht aan gezegd Instituut uit te keeren eene gift van vijfhonderd gulden, onder de volgende voorwaarden:
 1 Dat daarvoor zal worden aangekocht een nationaal effect.
 2 Dat dit effect zal zijn en blijven een onvervreemdbaar eigendom van bovengenoemd Instituut.
 3 Dat de jaarlijkse rente van dit effect het bedrag van twintig gulden, zijnde mijne contributie als permanent lid, zal worden bestemd om iedere vijf jaren te zamen te voegen tot een bedrag van honderd gulden, ten einde deze soms uit te deelen als premie om te worden uitgekeerd aan het gewoon of buitengewoon lid van het   Instituut, dat gedurende dat tijdsverloop van vijf jaren de beste Verhandeling, Memorie of ander geschrift in de werken van het Instituut zal hebben geleverd, of de nuttigste vinding in het vak van den Ingenieur zal hebben medegedeeld.
 4 Dat wanneer de jaarlijksche rente van bovenbedoeld effect meer dan twintig gulden mogt bedragen, dit meerdere bij het kapitaal zal worden gevoegd.
 5 Dat de beslissing aan wien de sub 3e. bedoelde premie  moet worden uitgekeerd zal geschieden bij meerderheid van stemmen van den Raad van Bestuur, daartoe expresselijk voltallig bijeen ter roepen.
 6 Dat deze premie den naam zal dragen van Conrad's Premie.
 7 De goedkeuring van den Beschermheer zal hierop worden verzocht.
 Aldus eigenhandig geschreven en getekend op de Huize de Wiers, den 16den October des jaars 1800 negen en zestig.
 Conrad.
Dit legaat is in de vergadering van het KIvI van 12 april 1870 ingebracht, en geaccepteerd. De vereiste koninklijke goedkeuring is aangevraagd. Conrad was vanaf de oprichting van het KIvI in 1847 de president van het KIvI. In 1870 was het bedrag van ƒ 500 een redelijk kapitaal. Het zou in de tegenwoordige tijd zo'n € 15000 zijn. Uit het legaat blijkt dat de premie bedoeld was als een premie voor een (enkele) goede publicatie met praktische toepassing.

## Aangepast doel
Het kapitaal heeft geen grote groei doorgemaakt, waardoor de premie niet meer een substantiële financiële gift is, maar vooral een premie met veel prestige. In 1998 heeft het KIvI bestuur besloten de focus wat te verleggen naar een persoon of groep van personen of instelling die door woord, schrift, beeld of systeem uitstekende bijdragen heeft geleverd aan het inzichtelijk maken en/of verbreiden van de technische wetenschappen en hun afgeleiden. Dit  geleid heeft tot een premie voor newMetropolis in 1998  (i.p.v. 1995) en Het Klokhuis (in 2000). De premie van 2005 aan Dr. Rakhorst van de Rijksuniversiteit Groningen is naar hem gegaan voor de ontwikkeling van kunstorganen, dus niet zozeer naar een publicatie. 
Tegenwoordig (in 2022) wordt de historisch belangrijke premie in principe toegekend door het hoofdbestuur van het KIvI op voordracht van de Raad Wetenschap, Techniek en Maatschappij van het KIvI voor:  
 Publicatie van het beste werk op ingenieursniveau in een bepaald vakgebied (in boekvorm), in 'De Ingenieur' of een ander wetenschappelijk tijdschrift.
Echter, sinds 2005 is de premie niet meer uitgereikt.

### Prijswinnaars
| Jaar | Winnaar                                                                       | Bijdrage |
| ---- | ----------------------------------------------------------------------------- | --- |
| 2020 |                                                                               | |
| 2015 |                                                                               | |
| 2010 |                                                                               | |
| 2005 | Dr. Gerard Rakhorst                                                           | - Ontwikkeling nieuwe pomptechnieken waarmee te transplanteren organen langer en beter bewaard kunnen worden, waardoor het aantal beschikbare donororganen groter wordt. |
| 2000 | Het Klokhuis                                                                  | - Het toegankelijk maken van techniek en wetenschap voor een jong en groot publiek. |
| 1995 | newMetropolis                                                                 | - Representativiteit van geëxposeerde techniek |
| 1990 | Prof.ir. J. in 't Veld                                                        | - Analyse van organisatieproblemen; een toepassing van denken in systemen en processen. - Organisatiestructuur en arbeidsplaats. - Manager en informatie. |
| 1985 | Prof.ir. Gideon Chr. Meeuse                                                   | - Hoogleraar Transport Logistiek TU Delft, |
| 1980 |                                                                               | |
| 1975 |                                                                               | |
| 1970 | Dr.ir. W.J. Beek                                                              | - Werk ter bevordering van de bestudering op het gebied van chemische techniek. |
| 1965 | Dr. J.J. Dronkers                                                             | - Tidal computations in rivers and coastal waters |
| 1960 | Ir. F.J. Fontein                                                              | |
| 1955 | Ir. F.Q. den Hollander                                                        | - Enige beschouwingen over de modernisering van de Nederlandse Spoorwegen |
| 1950 | Ir. J.P. Josephus Jitta                                                       | - Het ontwerp van de schutsluis bij Tiel. - Het ontwerp van de schutsluizen van het Friese kanalenplan. - De vernieling en de herstelling van de Noordersluis te IJmuiden. - Het herstel van de schutsluis te Belfeld. - Afdrukinrichtingen voor sluisdeuren of stuwsluizen, welke door grote horizontale druk zijn belast. |
| 1941 | Ir. Ch.H.J. Driessen                                                          | - Nieuwe inzichten bij de berekening van den bovenbouw der spoorwegen |
| 1936 | Prof.dr. G. Holst                                                             | - Natriumlampen |
| 1931 | Prof.dr.ir. F.K.Th. van Iterson                                               | - De warmte-overgang van vaste lichamen op turbulent stroomende vloestoffen. - De theorie van den Stoomketel. - Doorlaatbaarheidscoëfficient van zand. - Draagvermogen van bouwgrond, theorie van de fundering op staal. - De elasticiteitsmodulus van bouwgrond. - De gronddruktheorie van Coulomb voor keermuren. - Theorie van het in de grond boren met zware spoeling en van het schachtdelven volgens de methode van Honigmann. - Winddruk op cilinders in het algemeen, op gashouders in het bijzonder. |
| 1926 | Dr.ir. J.A. Ringers                                                           | - De voorbereiding van den bouw van de nieuwe schutsluis te IJmuiden. - De nieuwe schutsluis te IJmuiden. |
| 1921 | Johannes van Oldenborgh                                                       | - Mededeeling omtrent de uitkomsten van door het rijksbureau voor de drinkwatervoorziening ingestelde geo-hydraulische onderzoekingen in verschillende duingebieden. - Een en ander omtrent de taak en werkwijze van het rijksbureau voor drinkwatervoorziening. |
| 1916 | Ir. J.J. Canter Cremers                                                       | - Enige beschouwingen over beneden-rivieren. |
| 1911 | Jhr. Ir. R.R.L. de Muralt                                                     | - Een zeeglooiing van gewapend beton. - Een duinverdediging van gewapend beton. - Een nieuwe methode voor de uitvoering van zinkwerken aan vooroevers van zeedijken. - Nieuw peilgereedschap voor de opneming van vooroevers van zedijken. - De uitvoering van zeezinkwerken in gewapend beton. - Spijkerglooiing voor taludverdediging. |
| 1906 | Ir. Johan Mathias Karel Pennink (directeur gemeentelijk waterleidingsbedrijf) | - De Prise d'eau der Amsterdamse Duinwaterleiding - Over de beweging van Grondwater. |
| 1901 | Ir. A.P. Melchior                                                             | - Toepassing van de formule van Lauterburg voor de bepaling van den grootsten afvoer van de rivieren op Java. |
| 1896 | H.J.E. Wenckebach                                                             | - Over het roesten van ijzeren bruggen en de middelen ter bestrijding daarvan. |
| 1891 | Ir. H.E. de Bruyn                                                             | - Beschouwingen over de theorie van eb en vloed. |
| 1886 | Ir. J.M. Telders                                                              | - Verhandeling over de herstelling van de brug over den Yssel te Kampen. |
| 1881 | Ir. Dirk Arnold Wittop Koning                                                 | - Mededeeling aangaande het oprichten en het op de plaats stellen van pijler IV der Willemsbrug over de Nieuwe Maas te Rotterdam. |
| 1876 | Martinus van Ruth                                                             | - Verslag omtrent de vervaardiging van spoorstaven voor de Staatsspoorwegen |

Referentie
1. ↑  Website KIvI [https://web.archive.org/web/20230330055247/https://www.kivi.nl/maatschappelijke-impact/awards-en-inspiratie/prijzen-podium Gearchiveerd op 30 maart 2023.
2. ↑   (12 april1870). Notulen van de vergadering van 12 april  1870. Gearchiveerd op 19 februari 2022. verslag van de werkzaamheden en notulen der vergaderingen  1869-18970: blz 92 (scan blz65)
3. ↑  Driessen, Ch.H.J.  (28-08-1936). Nieuwe inzichten bij de berekening van den bovenbouw der spoorwegen. De Ingenieur  35   [Bijlage]: V-75
4. ↑   (01-01-1937). De Conrad's Premie uitgereikt aan prof. dr. G. Holst.. De Ingenieur  jrg 52 (1): blz A7
5. ↑  Ringers, J.A.  (27 september 1924). De werken te IJmuiden in verband met den bouw van de groote sluis. De Ingenieur  39 (39): 743
6. ↑  Ringers, J.A.  (17 oktober 1925). De bouw van de nieuwe schutlsluis c.a. te IJmuiden. De Ingenieur  40 (42): 881
7. ↑  Van Oldenborgh, J.  (17 juni 1916). Mededelingen omtrent de uitkomsten…. De ingenieur  jrg 31, no 25
8. ↑  Canter Cremers, J.J.  (1911). Eeenige beschouwingen ove benedenrivieren. Gearchiveerd op 24 februari 2022. Tijdschrift van het Kon. Inst. van Ingenieurs  1911: blz 1 (scan blz nr. 32)
9. ↑  Melchior, A.P.  (1895). De toepassing van de formules van Lauterburg voor de bepaling van den grootsten afvoer van de rivieren op Java. Gearchiveerd op 24 februari 2022. Tijdschrift van het Koninklijk Instituut van Ingenieurs. Afdeeling Nederlandsch-Indië, (1895, volume 21)  1895 (1)
10. ↑  Wittop Koning, D.A.  (1874). Mededeeling omtrent het kantelen van een caisson aan de Willemsbrug over de Maas te Rotterdam. Gearchiveerd op 25 februari 2022. Tijdschrift van het koninklijk Instituut van Ingenieurs  1874-1875